# My Little Pony: Equestria Girls (miniserie)
My Little Pony: Equestria Girls es una serie de episodios especiales de televisión basados en Hasbro, línea de juguetes y la serie de la película del mismo nombre, y un spin-off del 2010 relanzamiento de My Little Pony. La serie se centra en los personajes principales de la serie de televisión My Little Pony: La magia de la amistad, en un ambiente de escuela secundaria. Un total de tres especiales de 22 minutos fue lanzado, ventilando en los Estados Unidos en Discovery Family del 24 de junio al 8 de julio de 2017. En México se estrenó en Discovery Kids el 16 de junio de 2017 al 30 de junio de 2017.

## Trama
La serie sigue las vidas diarias y las aventuras de los estudiantes de la Canterlot High School - Twilight Sparkle, Sunset Shimmer, Applejack, Fluttershy, Pinkie Pie, Rainbow Dash y Rarity - siguiendo los acontecimientos de My Little Pony: Equestria Girls - La leyenda de Everfree.

## Reparto

### Reparto original
| Personajes        |                                                            |                     |                     |
| Personajes        | Baile mágico                                               | Cine mágico         | Espejo mágico       |
| ----------------- | ---------------------------------------------------------- | ------------------- | ------------------- |
| Twilight Sparkle  | Tara Strong Rebecca Shoichet (voz cantante)                | Tara Strong         | Tara Strong         |
| Sunset Shimmer    | Rebecca Shoichet                                           | Rebecca Shoichet    | Rebecca Shoichet    |
| Applejack         | Ashleigh Ball                                              | Ashleigh Ball       | Ashleigh Ball       |
| Rarity            | Tabitha St. Germain Kazumi Evans (voz cantante)            | Tabitha St. Germain | Tabitha St. Germain |
| Fluttershy        | Andrea Libman                                              | Andrea Libman       | Andrea Libman       |
| Rainbow Dash      | Ashleigh Ball                                              | Ashleigh Ball       | Ashleigh Ball       |
| Pinkie Pie        | Andrea Libman                                              | Andrea Libman       | Andrea Libman       |
| Spike             | Cathy Weseluck                                             | Cathy Weseluck      |                     |
| Starlight Glimmer |                                                            |                     | Kelly Sheridan      |
| Juniper Montage   |                                                            | Ali Libert          | Ali Libert          |
| The Shadowbolts   | Britt Irvin Sharon Alexander Sienna Bohn Shannon Chan-Kent |                     |                     |

## Episodios especiales
| Episodio | Título                                                    | Estreno en Estados Unidos | Estreno en Latinoamérica | Estreno en España |
| --- | --------------------------------------------------------- | ------------------------- | ------------------------ | ----------------- |
| 1 | «Baile mágico (LA) La magia del baile (ES)» «Dance Magic» | 24 de junio de 2017       | 16 de junio de 2017      | 2017              |
| Mediante la recaudación de fondos para reparar el campamento Everfree, las chicas se dan cuenta de que necesitan un nuevo plan para recaudar el dinero y están dispuestas a probar cosas nuevas. Rarity descubre un concurso de vídeo musical con un gran premio en efectivo, y está dispuesta a convencer a sus amigas de Canterlot High para unirse a la competencia. Sin embargo, las chicas aprenden pronto que incluso la cristal Prep está interesada en participar. Las estudiantes de la preparatoria Cristal tienen más recursos y son mejores bailarinas. Las chicas deben aprender que a veces el que se deben unir en vez de competir es el mejor plan de todos.                                                                            |                                                           |                           |                          |                   |
| 2 | «Cine mágico (LA) La magia del cine (ES)» «Movie Magic»   | 1 de julio de 2017        | 23 de junio de 2017      | 2017              |
| Las chicas fueron especialmente invitadas por A.K. Yearling para ir en el rodaje de la próxima película de Daring Do. Para una super-fan como Rainbow Dash, mirar un detrás de escenas de su heroína favorita es un sueño hecho realidad. Sin embargo, cuando las reliquias importantes desaparecen del estudio, poniendo en riesgo la película, el sueño se convierte en una pesadilla para Rainbow Dash. Las chicas harán cualquier cosa para encontrar las reliquias que faltan. |                                                           |                           |                          |                   |
| 3 | «Espejo mágico (LA) El espejo mágico (ES)» «Mirror Magic» | 8 de julio de 2017        | 30 de junio de 2017      | 2017              |
| Mientras se agotan las páginas de su diario, solo hay una cosa que hacer para Sunset Shimmer: retornar a Equestria como poni para adquirir un nuevo diario. Allí, conoce a Starlight Glimmer y accede a dejar que crucen el portal para que experimente vivir como una chica humana en Canterlot High. Sin embargo, mientras que Sunset está ausente, Juniper Montage, (de Cine Mágico), con sed de venganza, encuentra un espejo encantado con magia ecuestre que no solo se puede abrir un portal a una tierra vacía, sino que también puede hacer que las cosas desaparezcan en el limbo, atrapándolas entre los dos reinos y así atrapa a las Mane 7. ¿Será Starlight Glimmer capaz de salvar a las chicas, o las Mane 7 desparecerán para siempre? |                                                           |                           |                          |                   |

## Otras Medios

### Emisión internacional
En Polonia se estrenó el 14, 21 y 28 de mayo de 2017, en Teletoon+, antes del estreno oficial en Discovery Family.
En Brasil se estrenó el 17, 24 y 1 de julio de 2017, en Discovery Kids.

### Lanzamiento en DVD
La miniserie se dará a conocer en DVD el 8 de agosto de 2017, con el título My Little Pony: Equestria Girls - Magical Movie Night, y serán distribuidos por Shout! Factory.

### Streaming de transmisión
Los episodios especiales estarán disponibles en Netflix en la fecha de Estados Unidos que se determine en el verano de 2017.

## Doblaje
- Carla Castañeda - Twilight Sparkle
- Claudia Motta - Applejack
- Analiz Sanchez - Rainbow Dash
- Maggie Vera - Fluttershy
- Elsa Covian - Rarity
- Melissa Gedeón - Pinkie Pie
- Circe Luna - Sunset Shimmer
- Cecilia Gómez - Spike
- Betzabé Jara - Sour Sweet
- Valentina Souza - Sugarcoat
- Nayeli Mendoza - Lemon Zest
- Alicia Barragán - Sunny Flare
- Nallely Solis - Juniper Montage
- Martin Soto - Camper Roomage
- Gabriela Guzmán - Chesnut Magnífico
- Annie Rojas - Starlight Glimmer
- Daniel Del Roble - Starword

| Twilight Sparkle  | Carla Castañeda                                             | Carla Castañeda | Carla Castañeda                                                              |  |
| Sunset Shimmer    | Circe Luna                                                  | Circe Luna      | Circe Luna                                                                   |  |
| Applejack         | Claudia Motta                                               | Claudia Motta   | Claudia Motta                                                                |  |
| Rarity            | Elsa Covian                                                 | Elsa Covian     |                                                                              |  |
| Fluttershy        | Maggie Vera                                                 | Maggie Vera     | Maggie Vera                                                                  |  |
| Rainbow Dash      | Analiz Sanchez                                              | Analiz Sanchez  | Analiz Sanchez                                                               |  |
| Pinkie Pie        | Melissa Gedeon                                              | Melissa Gedeon  | Melissa Gedeon                                                               |  |
| Spike             | Cecilia Gómez                                               | Cecilia Gómez   |                                                                              |  |
| Starlight Glimmer |                                                             |                 | Annie Rojas                                                                  |  |
| Juniper Montage   |                                                             | Nallely Solis   | Diana Nolán                                                                  |  |
| The Shadowbolts   | Betzabe Jara Valentina Souza Nayeli Mendoza Alicia Barragán |                 | Betzabe Jara Valentina Souza Nayeli Mendoza Alicia Barragán (Archivo de voz) |  |